# Limonia nigropunctata intermixta
Limonia nigropunctata intermixta is een ondersoort van de tweevleugelige Limonia nigropunctata uit de familie steltmuggen (Limoniidae). De soort komt voor in het Palearctisch gebied.